# 迪克·达克特
理查德·J·达克特（英語：Richard J. Duckett，1933年3月25日—），美国NBA联盟前职业篮球运动员。他在1957年的NBA选秀中第2轮第9顺位被辛辛纳提皇家选中。